# Lubná, Svitavy
Lubná là một làng thuộc huyện Svitavy, vùng Pardubický, Cộng hòa Séc. có khoảng 900 người